# مهرداد اوستا
محمدرضا رحمانی یاراحمدی با نام هنری مهرداد اَوِستا (زاده ۲۰ بهمن ۱۳۰۸ بروجرد – درگذشه ۱۷ اردیبهشت ۱۳۷۰ تهران)، نویسنده و شاعر معاصر ایران بود. اوستا علاوه بر شاعری، در زمینه فلسفه، موسیقی و ادبیات فارسی نیز فعالیت داشت. او برگزیده اولین دوره جشنواره بین‌المللی شعر فجر در بخش امام و انقلاب بود.

## زندگی
محمدرضا رحمانی در ۲۰ بهمن ۱۳۰۸ هجری خورشیدی در خانواده‌ای که به شعر و ادبیات علاقه داشتند، در شهر بروجرد به دنیا آمد. پدر بزرگ مادری وی، شاعری خوش قریحه بود که در شعر رعنا تخلص می‌کرد. مهرداد استعداد فراوانی برای شعرگویی داشت به گونه‌ای که از کلاس پنجم ابتدایی با تشویق معلمان خود به سرودن شعر پرداخت. شعرهای دوران نوجوانی وی کمتر به انتشار رسیدند. علت آن، تمایل وی به قصیده‌سرایی بود که سنگین‌تر از نوع اشعار متداول آن روزگار بود.
در سال ۱۳۲۰ و هنگامی که مهرداد نوجوانی دوازه ساله بود به همراه خانواده‌اش به تهران آمد و دوره دبیرستان خود را در یکی از دبیرستانهای شبانه این شهر به پایان رساند.
وی تحصیلات دانشگاهی خود را از سال ۱۳۲۷ با ورود به دانشکده معقول و منقول (الهیات) دانشگاه تهران آغاز کرد و ابتدا لیسانس معقول و منقول گرفت و سپس با ادامه دادن تحصیل، با مدرک فوق لیسانس در رشته فلسفه از این دانشگاه فارغ‌التحصیل شد. از استادان وی می‌توان به بدیع الزمان فروزانفر اشاره کرد.
مهرداد اوستا هم‌زمان با تحصیل در دانشگاه، به استخدام وزارت آموزش و پرورش درآمد و به عنوان دبیر در چندین دبیرستان تهران به تدریس پرداخت.
مهرداد اوستا در شهریور ماه ۱۳۳۲ خورشیدی شعرهایی در مخالفت با رژیم پهلوی سرود و مدت هفت ماه را به عنوان زندانی سیاسی در زندان گذراند.
او در سال ۱۳۳۳ خورشیدی ازدواج کرد که یادگار این ازدواج فرزندان دختر با نام‌های فریبا، شهرزاد و فروغ بود. در سال‌های ۱۳۳۳ تا ۱۳۳۹ خورشیدی همراه با تحصیل نزد سباستین مونه فیلسوف و شرق‌شناس فرانسوی، به او عرفان مشرق زمین آموخت، در سال ۱۳۴۵ خورشیدی به ازدواج دوم تن داد که حاصل این ازدواج پسری به نام نستوه است. در تابستان ۱۳۴۶ خورشیدی به کشورهای فرانسه، انگلیس، ایتالیا رفت و در انگلستان با برتراند راسل دیدار کرد. در سال ۱۳۴۹ خورشیدی به مدت یک ماه به فرانسه و سوئیس رفت و با ژان پل سارتر دیدار کرد. در تابستان ۱۳۵۶ خورشیدی نیز سفری یک‌ماهه به فرانسه و سوئیس داشت که به دیدار محمد علی جمال زاده در ژنو شتافت. در شهریور ۱۳۵۹ به سفری یک‌ماهه در فرانسه و ایراد چندین سخنرانی در مراکز فرهنگی و دانشگاهی پرداخت. در زمستان سال ۱۳۶۲ خورشیدی برای درمان بیماری قلبی و بازگرداندن چند کتاب دست‌نویس ارزشمند به مدت یک ماه به فرانسه رفت. در زمستان ۱۳۶۷ به پاکستان رفت و به ایراد سخنرانی دربارهٔ شعر و شخصیت حافظ پرداخت. در سال ۱۳۶۹ خورشیدی دوباره به پاکستان رفت و در مراسم بزرگداشت خلیل‌الله خلیلی شاعر افغانستان سخنرانی کرد. سال ۱۳۶۹–۱۳۷۰ خورشیدی سال‌های آخر تدریس او در دانشکده هنرهای زیبای دانشگاه تهران به‌شمار می‌رفت.
در سه شنبه، ۱۷ اردیبهشت سال ۱۳۷۰، در حالی که مشغول تصحیح شعری در شورای شعر وزارت فرهنگ و ارشاد اسلامی در تالار وحدت بود دچار عارضه قلبی شد و درگذشت. مهرداد اوستا در در بهشت زهرای تهران مقبره مشاهیر فرهنگ، ادب و هنر در کنار مجتبی مینوی و مشایخ فریدنی (حجره ۹۵۳) به خاک سپرده شد.

## فعالیت‌های عملی
زندگی کاری مهرداد اوستا هم‌زمان با ورود وی به دانشگاه شروع شد. در سال ۱۳۲۷ وی به عنوان مسئول ساماندهی کتابخانه‌ها و مقالات و کتاب‌های ادبی در وزارت فرهنگ (آموزش و پرورش) مشغول به کار شد. در ادامه به عنوان دبیر در چندین دبیرستان تهران به تدریس پرداخت.
از سال ۱۳۳۳ و هنگامی که تنها ۲۵ سال سن داشت به تدریس در دانشگاه (تهران) در رشته‌های گوناگون علوم انسانی شامل فلسفه، زبان فارسی، ادبیات فارسی، فلسفهٔ تاریخ، تاریخ هنر، تاریخ اجتماعی هنر، زیبایی‌شناسی، روش تحقیق در زیبایی‌شناسی و تاریخ موسیقی پرداخت.
عضویت در شورای شعر وزارت فرهنگ و گرامیداشت شاعران برجسته زمان مانند شهریار توسط اعضای شورا و بازدید از مناطق جنگی، از فعالیت‌های مهم او پس از انقلاب بود

## روزشمار زندگی مهرداد اوستا

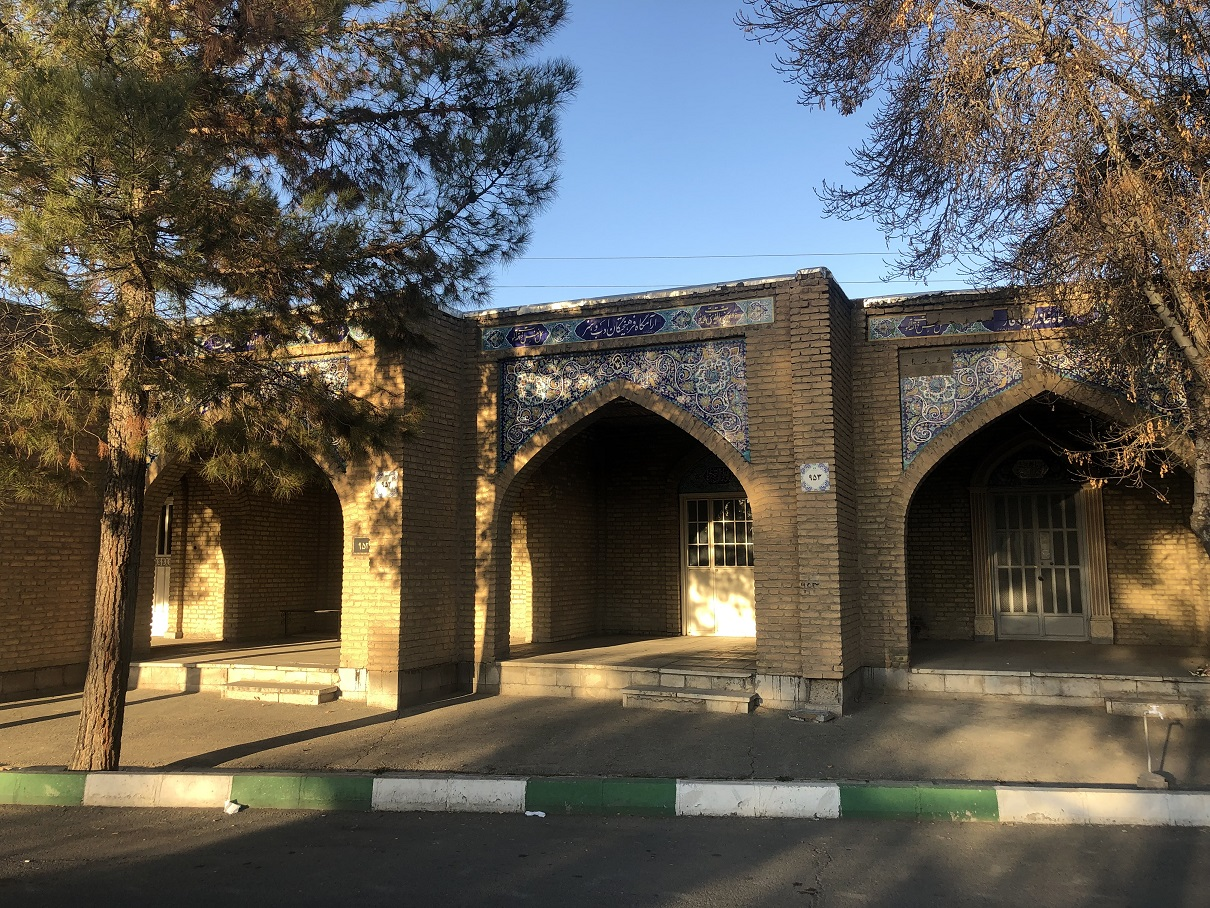
محل دفن مهرداد اوستا در آرامگاه شماره ۹۵۳ بهشت زهرا

- ۲۰ بهمن ۱۳۰۸ هجری خورشیدی: مهرداد اوستا در بروجرد متولد شد.
- سال ۱۳۲۰: مهاجرت به تهران با خانواده و شروع دوره دبیرستان.
- در سال ۱۳۲۷: با گرفتن دیپلم دبیرستان، تحصیلات دانشگاهی خود را در رشتهٔ معقول و منقول (الهیات) در دانشگاه تهران آغاز کرد.
- سال ۱۳۳۲: نخستین اثر وی که تصحیح دیوان سلمان ساوجی بود، به‌وسیلهٔ انتشارات زوار به چاپ رسید.
- پیش از کودتای ۲۸ مرداد ۱۳۳۲، مهرداد اوستا مردم را به مبارزه فرا می‌خواند.
- در شهریور ۳۲ به جرم مخالفت با رژیم شاه به زندان افتاد. وی اشعاری در مبارزه با رژیم شاه داشت که می‌توان به شعر زیر که در سال ۱۳۳۵ سروده بود، اشاره کرد:
  - خانه‌ها ویران، پی آبادی کاخی چراست؟ / تا سزد خودکامه‌ای را دستگاه خودسری؟
- سال ۱۳۳۳، سال آغاز تدریس وی در دانشگاه تهران، در همین سال نیز ازدواج کرد.
- سال ۱۳۳۵، با سباستین مونه فیلسوف شرق‌شناس فرانسوی آشنا شد.
- سال ۱۳۳۹، نخستین مجموعه شعر او به نام از کاروان رفته منتشر شد.
- سال ۴۶، سفر به اروپا
- سال ۵۱، دومین مجموعه شعر وی به نام شراب خانگی ترس محتسب خورده را در قالب قصیده منتشر کرد.
- سال ۶۲، سفری به فرانسه داشت.
- سال ۶۷، سخنرانی دربارهٔ شعر و شخصیت حافظ
- سال ۶۹، شرکت در بزرگداشت خلیل‌الله خلیلی شاعر بزرگ افغانستان

## آثار مهرداد اوستا
| سال  | نام اثر                                                               | نوع اثر                   | یادداشت                                                                   |
| ---- | --------------------------------------------------------------------- | ------------------------- | ------------------------------------------------------------------------- |
| ۱۳۳۲ | تصحیح دیوان سلمان ساوجی                                               |                           | انتشارات زوار، تهران                                                      |
| ۱۳۳۳ | رساله‌ای در فلسفه، منطق، روانشناسی و اخلاق                             |                           | انتشارات زوار، تهران                                                      |
| ۱۳۳۴ | عقل و اشراق                                                           | فلسفی                     | انتشارات زوار، تهران                                                      |
| ۱۳۳۵ | تصحیح رسائل خیام (نوروز نامه-رساله وجود) با مقدمه و تحقیق در زندگی وی |                           |                                                                           |
| ۱۳۳۹ | از کاروان رفته                                                        | اولین دفتر شعر            | انتشارات زوار، تهران-این دفتر شعر مورد ستایش عبدالحسین زرین کوب قرار گرفت |
| ۱۳۴۲ | پالیزبان                                                              | نثر داستانی               |                                                                           |
| ۱۳۴۴ | حماسهٔ آرش                                                             | منظومه بلند               | چاپخانه خراسان مشهد                                                       |
| ۱۳۴۵ | از امروز تا هرگز                                                      | داستان کوتاه              | انتشارات ابن سینا                                                         |
| ۱۳۴۸ | اشک و سرنوشت                                                          | گزیده شاهکارهای ادبی جهان | توسط انجمن فرهنگی و فلسفی پورسینا                                         |
| ۱۳۴۸ | روش تحقیق در دستور زبان فارسی و شیوهٔ نگارش                            |                           | چاپخانه مرد مبارز                                                         |
| ۱۳۵۱ | شراب خانگی ترس محتسب خورده                                            | مجموعه شعر                | انتشارات زوار و توقیف این کتاب در همان سال                                |
| ۱۳۵۲ | تیرانا                                                                | کتاب انتقادی              | انتشارات زوار و توقیف این کتاب در همان سال                                |
| ۱۳۶۰ | امام، حماسه‌ای دیگر                                                    | مجموعه شعر                | انتشارات حوزه هنری سازمان تبلیغات اسلامی                                  |

## نمونه شعر
نمونه شعر از دفتر شعر شراب خانگی ترس محتسب خورده
| با کاروان تا ماه من، محمل به محمل می‌رود |  | سرگشته از پی، آه من، منزل به منزل می‌رود  |
| سرو خرامان می‌رود، دل می‌رود، جان می‌رود   |  | نی، مهر تابان می‌رود، جان می‌رود، دل می‌رود |
| از دیده آذر می‌رود، نی، دودم از سر می‌رود |  | آهم به اختر می‌رود، ماهم ز محفل می‌رود     |
| آتش مرا بر جان زده، در خرمن ایمان زده   |  | و این کشتی توفان‌زده، ساحل به ساحل می‌رود  |